# Ури (Сардиния)
Ури (итал. Uri) — коммуна в Италии, располагается в регионе Сардиния, в провинции Сассари.
Население составляет 3050 человек (2008 год), плотность населения составляет 54 чел./км². Занимает площадь 57 км². Почтовый индекс — 7040. Телефонный код — 079.

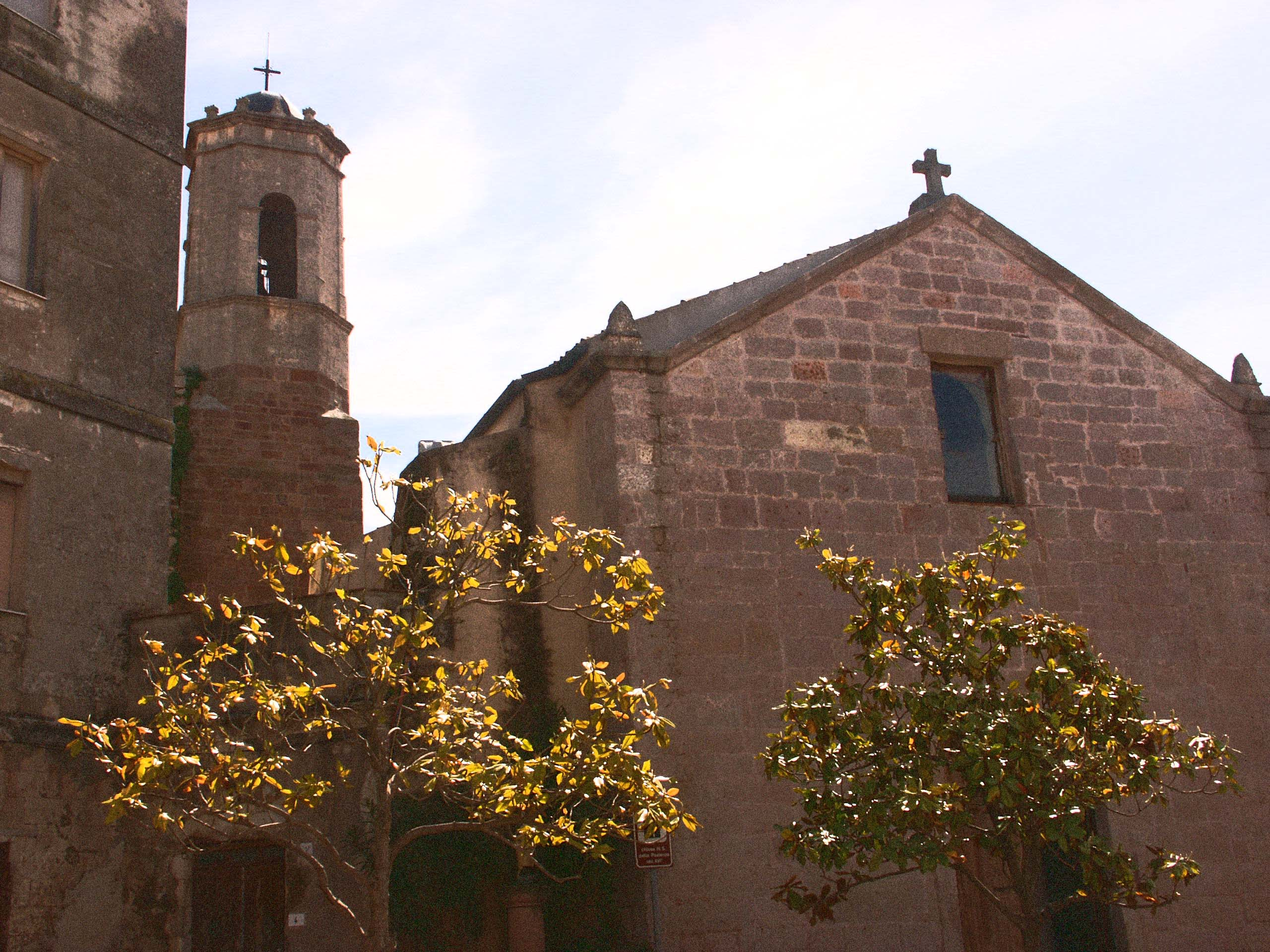
Храм Пресвятой Богородицы (Nostra Signora della Pazienza)

Покровительницей коммуны почитается Пресвятая Богородица (Nostra Signora della Pazienza), празднование 13 сентября.

## Демография
Динамика населения:

## Администрация коммуны
- Официальный сайт: http://www.comune.uri.ss.it/